# Velký Zelenčuk
Velký Zelenčuk (rusky Большой Зеленчук) je řeka v Stavropolském kraji a v Karačajsko-Čerkesku v Rusku. Je dlouhá 158 km. Plocha povodí měří 2730 km².

## Průběh toku
Vzniká soutokem zdrojnic Psyš a Kizgyč, které stékají ze severních svahů Hlavního (Rozvodňového) hřebenu Velkého Kavkazu. Má charakter typický pro horskou řeku. Vlévá se zleva do Kubáně v Něvinnomyssku.

### Větší přítoky
- zleva – Kjafar

## Vodní režim
Zdrojem vody jsou sněhové a dešťové srážky, podzemní voda a ledovce. Průměrný průtok vody u stanice Ispravnaja ve vzdálenosti 80 km od ústí činí přibližně 40 m³/s.

## Využití
Je splavná pro vodáky.